# 蘇雪林故居
蘇雪林故居（又名“春暉閣”）位在國立成功大學勝利校區內，是五四時期作家蘇雪林在臺灣省立成功大學（現國立成功大學）中國文學系任教時獲分配的宿舍。屬於東寧路15巷教師宿舍群的其中一棟。春暉閣是由蘇雪林為其居所所取的名稱，以表達她對母親的尊敬。

## 沿革
戰後臺灣省立工學院（現為國立成功大學）規模快速成長。基於美援的協助與和美國普渡大學的合作計畫，自1953 年始，在5年內校內學生從不到千人成長至 2300人。因此對於教師與教職員宿舍的需求量也進而大增。此外，這時的臺灣省立工學院正在往一間綜合大學的方向發展，在1956年成立了文理學院（現已獨立為文學院和理學院）並改制為臺灣省立成功大學，中國文學系則與文理學院同時創立。具有文學方面專長的蘇雪林因此為臺灣省立工學院所聘而在此任教。蘇雪林故居所在的東寧路教職員宿舍因而於1954年自東寧路南側開始興建，而蘇雪林教授所居住的5號宿舍則建成於1956年。同年，蘇雪林受聘至成大中國文學系任教，並長期在此定居，直到1996年遷居至安養中心為止。

## 建築

### 外觀
東寧路教師宿舍群是美援時期成功大學與美國普渡大學簽訂合作計畫的產物之一，因此形制與日治時期的教師宿舍不同，以美式平房為主，並由雙拼宿舍、連棟宿舍和單身宿舍構成，蘇雪林故居作為現今唯二僅存東寧路教師宿舍群建築，為一大一小的雙拼磚造宿舍，蘇雪林因原為受聘為中文系主任而分配到較大的一間，鄰居則是共同科目教授李市崇。此建築坐北朝南，有一獨立庭園且外圍並以紅磚牆圍繞出前後院，總建築面積為40.42坪。

### 內部
故居內部採美援時期以客廳、餐廳的起居空間連接其他房間的設計，分為東西兩側，東側設有三個房間、西側設有兩個房間，並以客廳、餐廳連接兩側，東側占地面積較大約有20坪而西側占地面積較小約有16坪，故居的平面格局類似於普渡大學顧問宿舍。

## 保存狀況
在蘇雪林過世後，因周邊建築逐漸拆除以及缺乏整理等原因而日漸荒廢，甚至有街友移居。因此在國立成功大學建築系於2011年5月至2012年7月間執行「蘇雪林宿舍調查研究與修復再利用計畫」前，環境與文物皆急待搶救。為了保存此一建築的歷史性並用做未來展示之用，此計畫從建築形式、構造材料、現況等方面進行調查，並繪製建築體現況及復原圖說，以擬定修復計畫。最後建議將故居以生活環境博物館的理念保存，希望能夠闡揚蘇雪林教授的生活方式。

### 未來發展
蘇雪林故居未來將如何運用尚未確定（截至2022年11月13日），成大中文系歷屆系友與蘇雪林文學研究者盼望故居在未來能夠還原蘇雪林居住時的生活場域。

## 軼聞
前教育部長郭為潘、吳京、前總統李登輝、前台灣省長宋楚瑜、前總統府秘書長吳伯雄、前行政院政務委員夏漢民、前台南市長施治明皆曾至故居探訪蘇雪林。蘇雪林在去世數月前，曾返回成大再次回顧其故居。